# Metopă

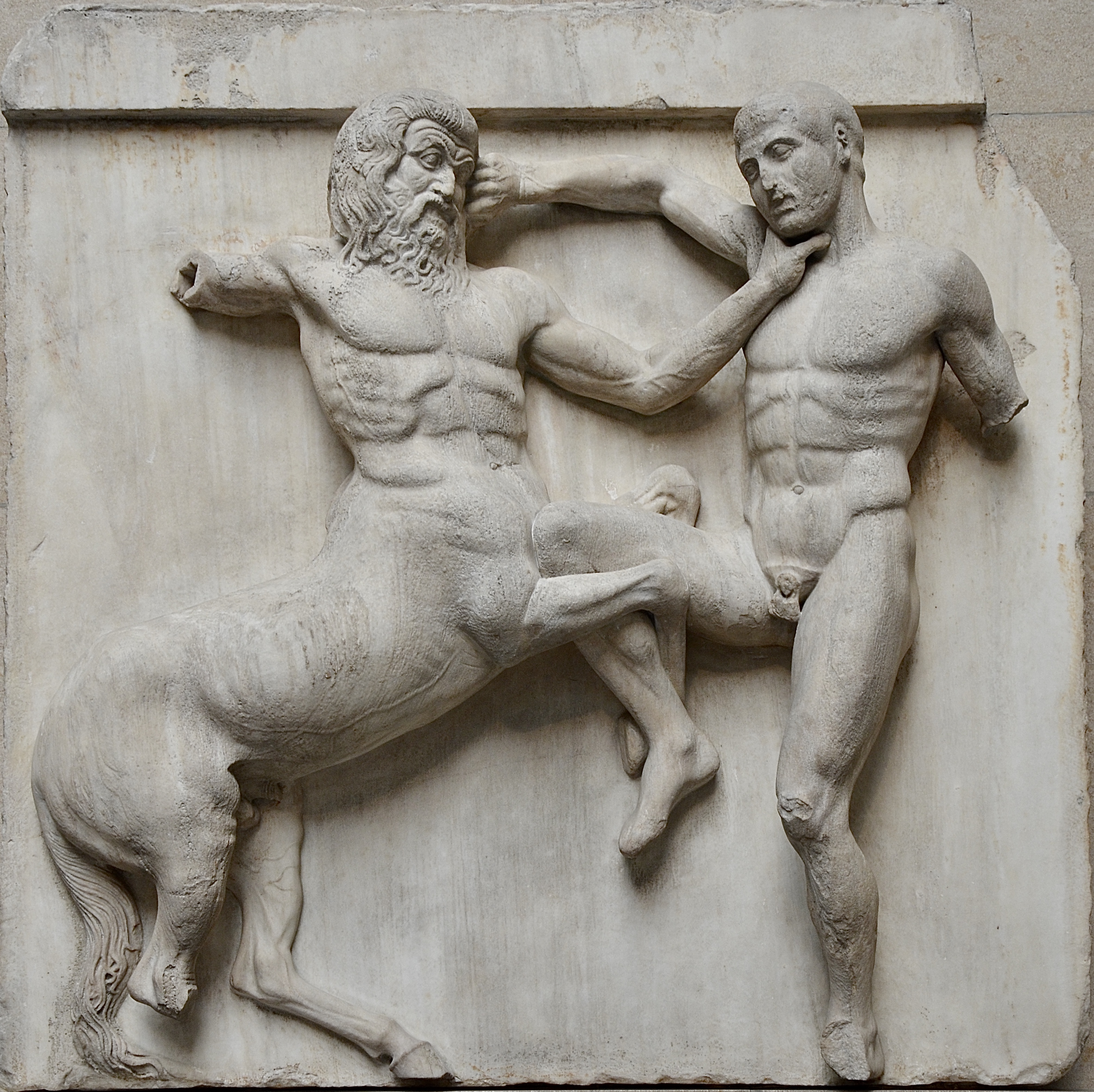
Metopă care face parte din Marmurele Elgin, care înfățișează o parte a bătăliei dintre Centauri și Lapiți; 442-438 î.Hr.; marmură; înălțime: 1,06 m; British Museum (Londra)

În arhitectura clasică, o metopă (μετόπη; plural metope) e un element arhitectural dreptunghiular care umple spațiul dintre două triglife dintr-o friză dorică, care e o bandă decorativă de triglife și metope alternante deasupra arhitravei unei clădiri în ordinul doric. Metopele aveau adesea ornamentări pictate sau/și sculpturale; cel mai faimos exemplu sunt cele 92 de metope care fac parte din Marmurele Partenonului, dintre care unele descriu bătălia dintre Centauri și Lapiți. Pictura de pe majoritatea metopelor a fost pierdută, dar au rămas suficiente urme care permit o idee apropiată a aspectului lor original.
În ceea ce privește structura, metopele pot să fie sculptate dintr-un singur bloc cu un triglif (sau triglife), sau pot să fie tăiate separat și alunecate în sloturi între blocurile cu triglife, ca la Templul Afaiei. Uneori, metopele și frizele erau tăiate din diferite pietre, astfel încât să creeze contrast de culori. Chiar dacă au tendința de a fi aproape pătrate, unele metope sunt vizibil mai mari în înălțime sau în lățime. De asemenea, pot să varieze în lățime într-o singură structură ca să permită contracția colțurilor, o ajustare a spațiului coloanei și dispunerea frizei dorice într-un templu pentru a face ca designul să pară mai armonios.

## Galerie

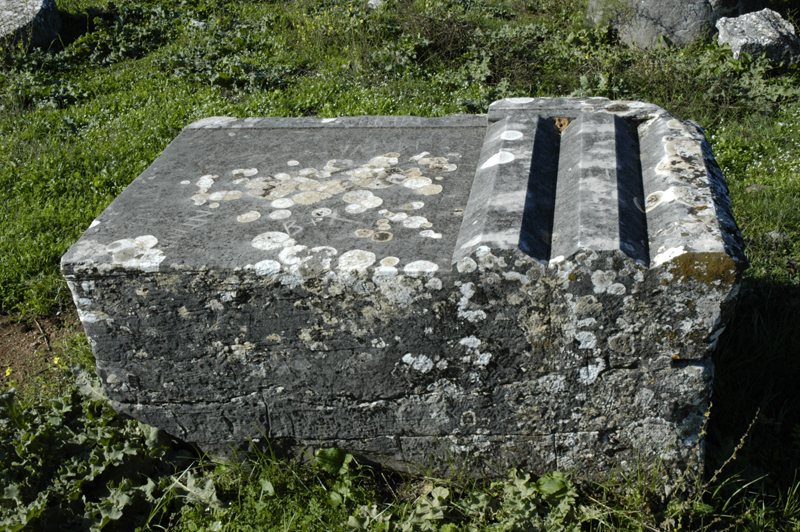
O metopă (în stânga) și un triglif (în dreapta), tăiate dintr-un singur bloc, din Stratos
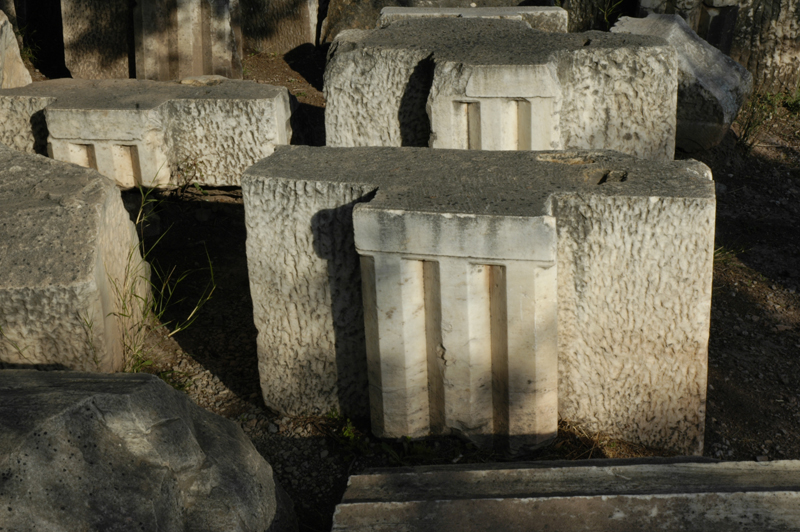
Blocuri de triglife cu sloturi pentru inserarea metopelor în Marmariaul din Delphi
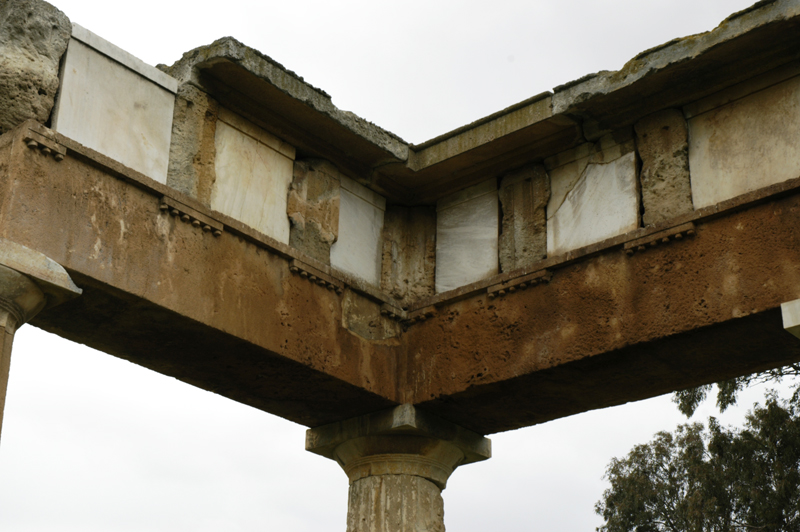
Metope realizate din marmură într-o stoa din Brauron
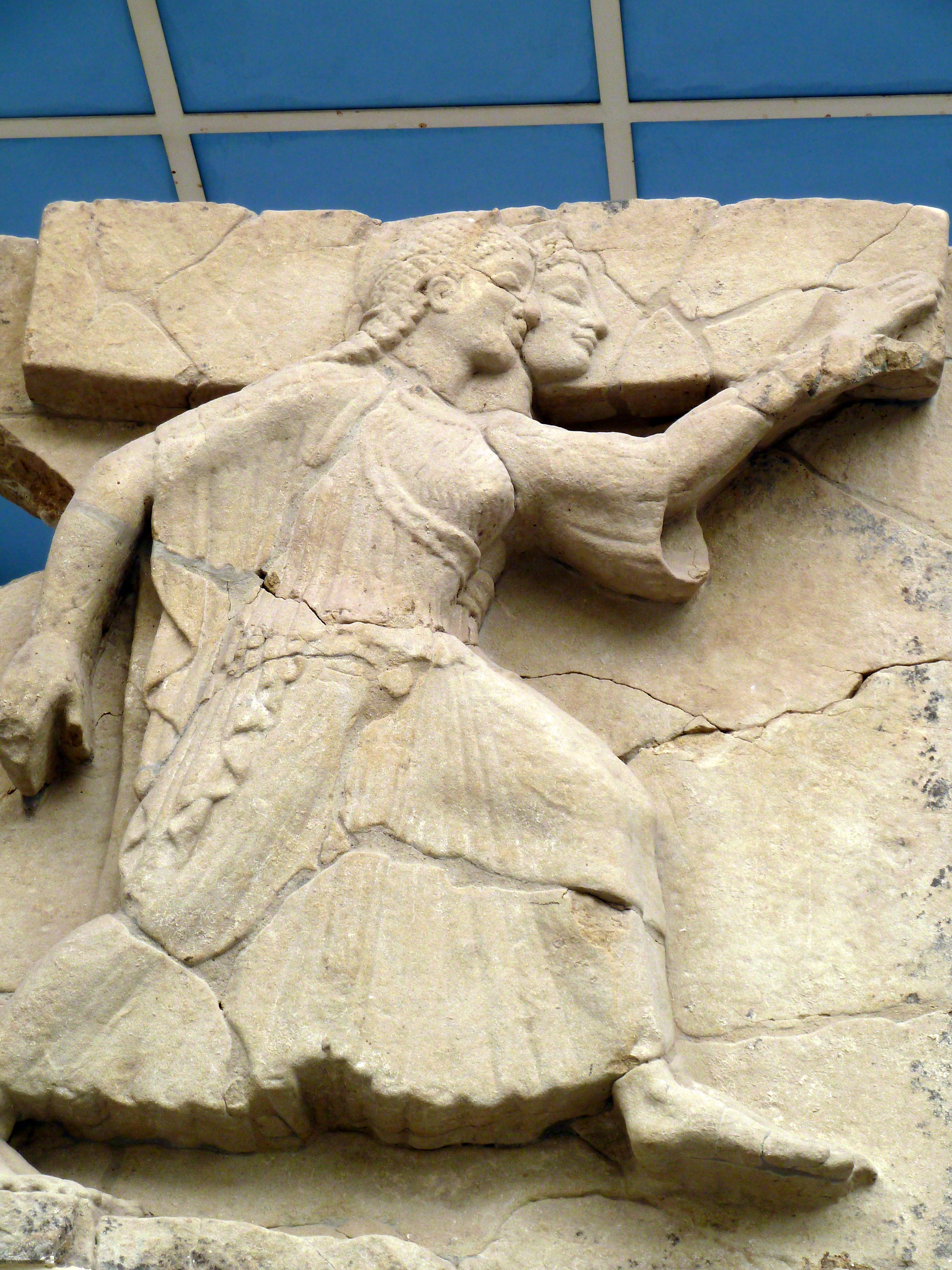
Secțiune a unei metope dintr-o friză a unui templu din apropiere de Paestum, circa 510 î.Hr.
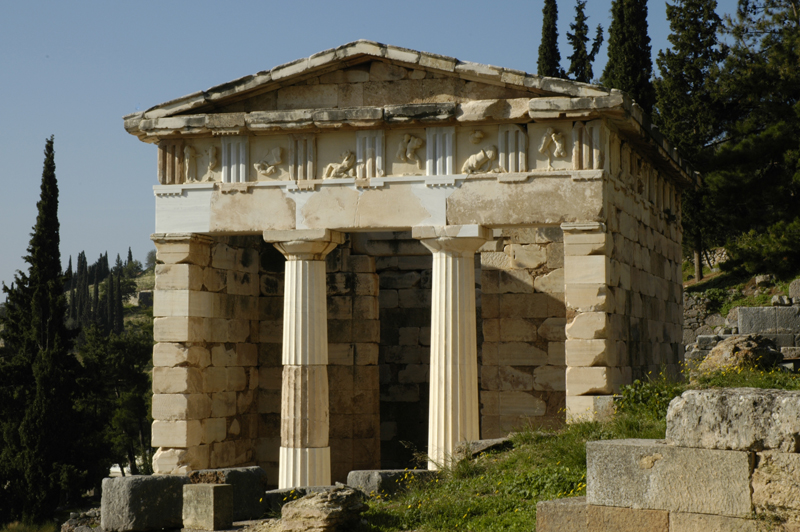
Metope cu ornamentație sculpturală în friza dorică a Tezaurului Atenienilor din Delfi
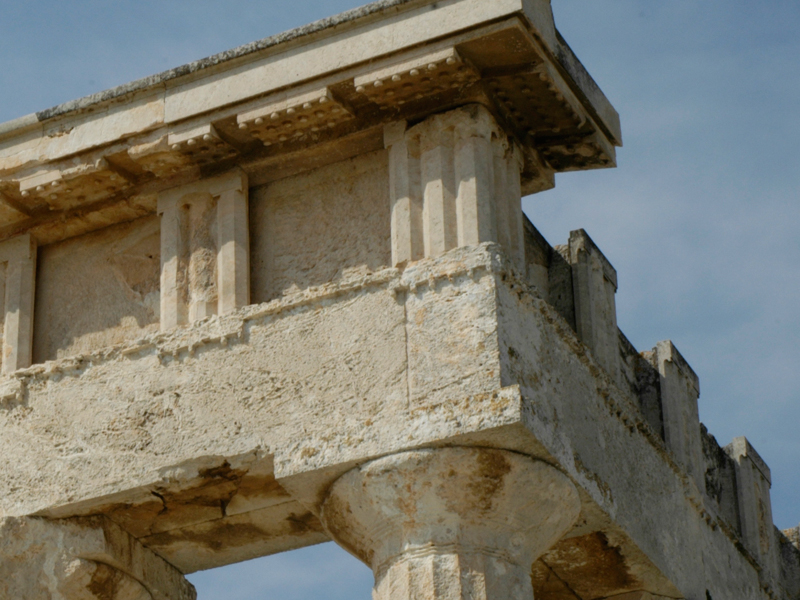
Friză a Templului Afaiei cu triglife și metope
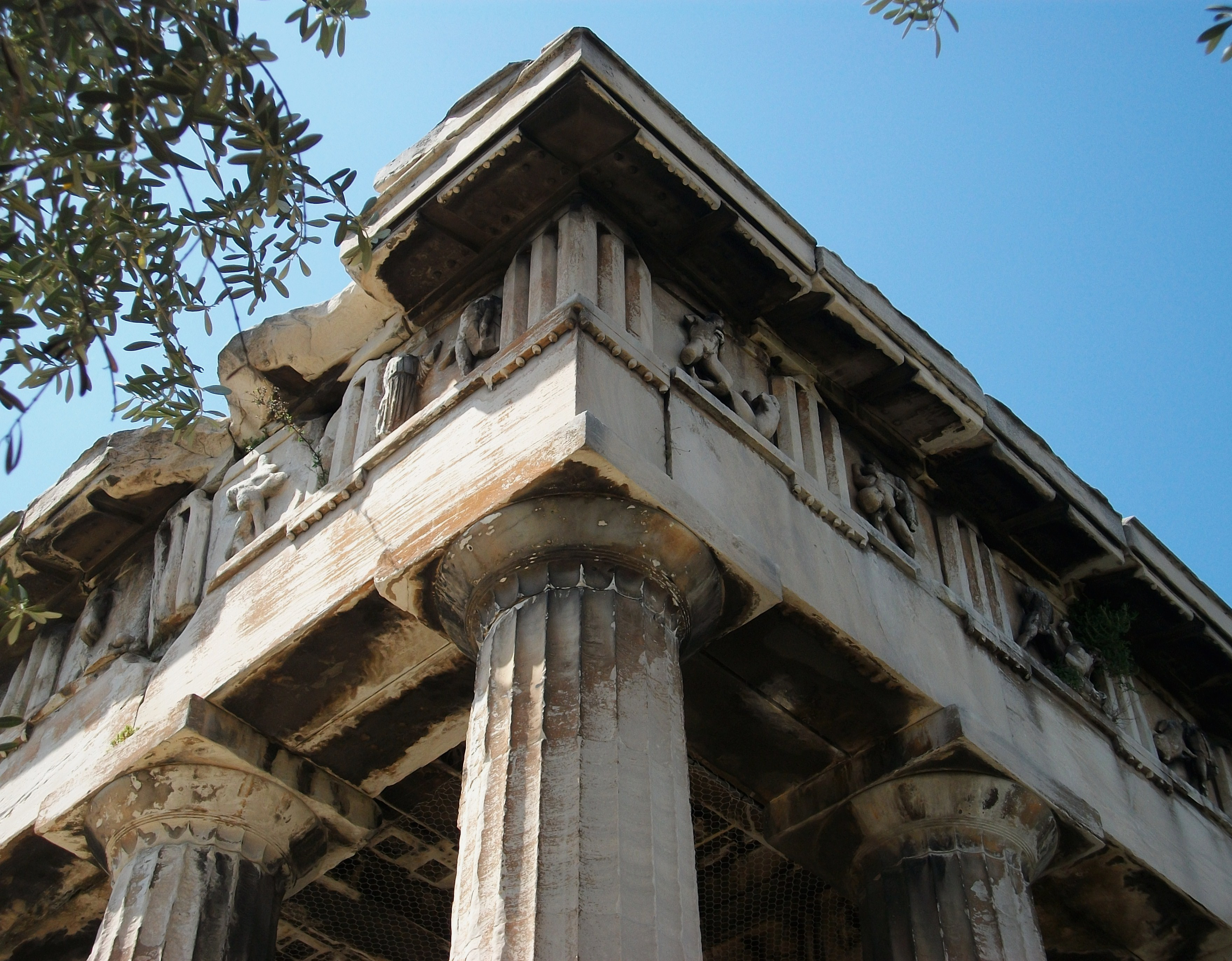
Antablamentul Templului lui Hefaistos din Atena, cu friza sa dorică decorată cu metope sculptate
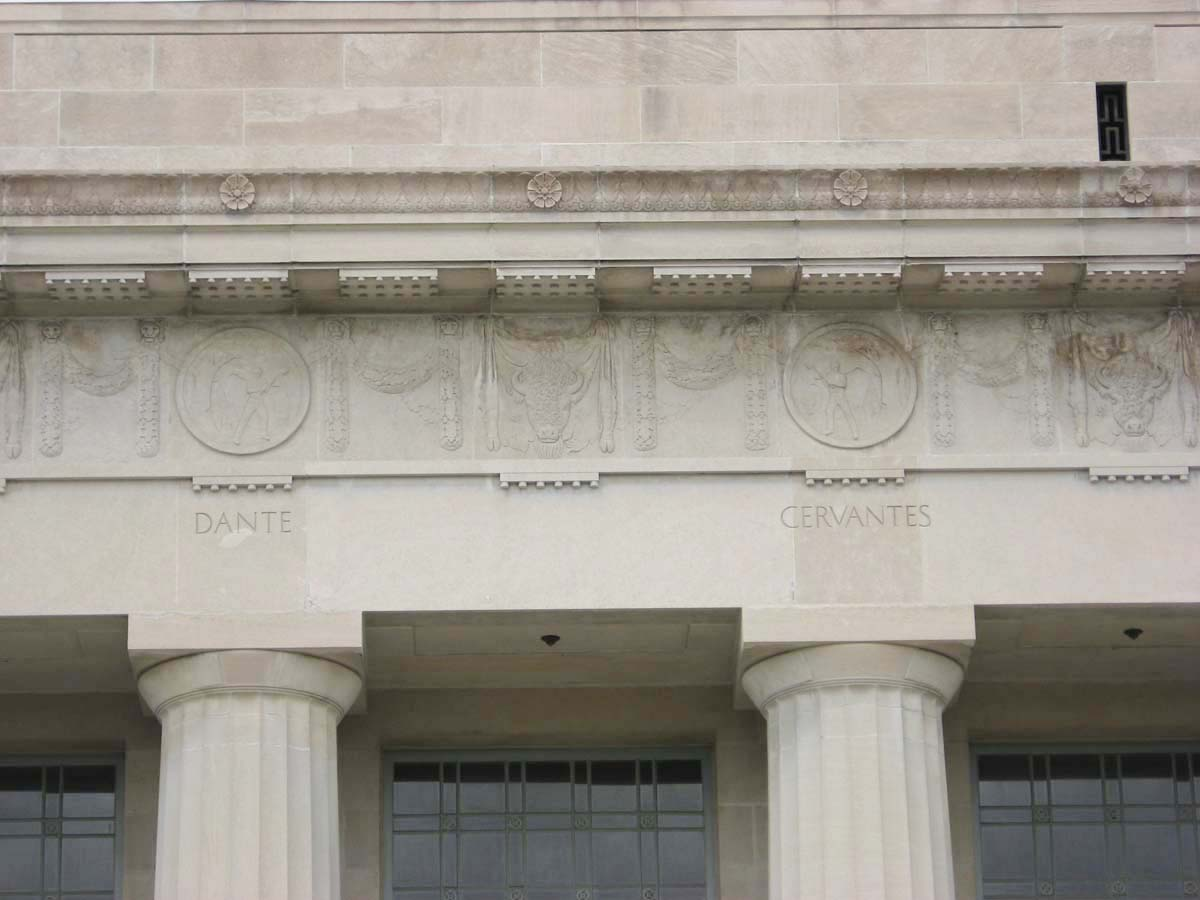
Metope americanizate de la începutul secolului XX, care sunt decorate cu bizoni în loc de cranii de vaci (bucranii)

## Legături externe
- Materiale media legate de Metope la Wikimedia Commons